# Ty Lawson
Tywon «Ty» Ronell Lawson (Clinton, Maryland, 3 de noviembre de 1987) es un jugador de baloncesto estadounidense que pertenece a la plantilla de los Gaiteros del Zulia de la Superliga Profesional de Baloncesto venezolana. Con 1,80 metros de altura, juega en la posición de base.

## Trayectoria deportiva

### Instituto
En sexto y séptimo grado, Lawson fue al Gwynn Park Middle School en el condado de Prince George (Maryland). En octavo, fue al Newport School en Kensington (Maryland).
Luego estuvo en el Bishop McNamara High School de Forestville (Maryland) desde 2003 a 2004. Para finalmente graduarse en el Oak Hill Academy en Virginia, donde fue designado en el primer equipo del USA Today y Parade All-American, tras promediar 23,8 puntos y 9,1 asistencias por partido. Jugó el McDonald's All-American Game, el Jordan Classic y el Nike Hoop Summit.

### Universidad
Tras haber participado en 2006 en el prestigioso McDonald's All-American Game en su etapa de high school, jugó durante 3 temporadas con los Tar Heels de la Universidad de Carolina del Norte en Chapel Hill, en las que promedió 13,1 puntos y 5,9 asistencias por partido. En su última temporada, tras promediar 16,6 puntos, 6,6 asistencias y 3 rebotes por partido fue elegido Baloncestista del Año de la ACC, el primer base que lo consigue desde que en 1978 lo lograra Phil Ford. Ganó también el Bob Cousy Award, galardón que se otorga al mejor base universitario del país.
Consiguió llegar ese mismo año a la Final de la NCAA, que disputaron ante Michigan State, en la cual se hicieron con el título de campeones gracias sobre todo a la actuación de Lawson, que consiguió 21 puntos, 6 asistencias, 4 rebotes y 8 robos de balón, este último dato récord en una final universitaria.

#### Estadísticas
| Año     | Equipo         | PJ  | PT | MPP  | %TC  | %3P  | %TL  | RPP | APP | ROB | TPP | PPP  | PER |
| ------- | -------------- | --- | -- | ---- | ---- | ---- | ---- | --- | --- | --- | --- | ---- | --- |
| 2006-07 | North Carolina | 38  | 31 | 25.7 | .500 | .356 | .688 | 2.9 | 5.6 | 1.5 | .1  | 10.2 | 2.2 |
| 2007-08 | North Carolina | 32  | 29 | 25.3 | .515 | .361 | .835 | 2.7 | 5.2 | 1.6 | .0  | 12.7 | 2.2 |
| 2008-09 | North Carolina | 35  | 35 | 29.9 | .532 | .472 | .798 | 3.0 | 6.6 | 2.1 | .1  | 16.6 | 1.9 |
| Total   | Total          | 105 | 95 | 27.0 | .516 | .402 | .780 | 2.9 | 5.8 | 1.8 | .1  | 13.1 | 2.1 |

### Profesional

#### NBA

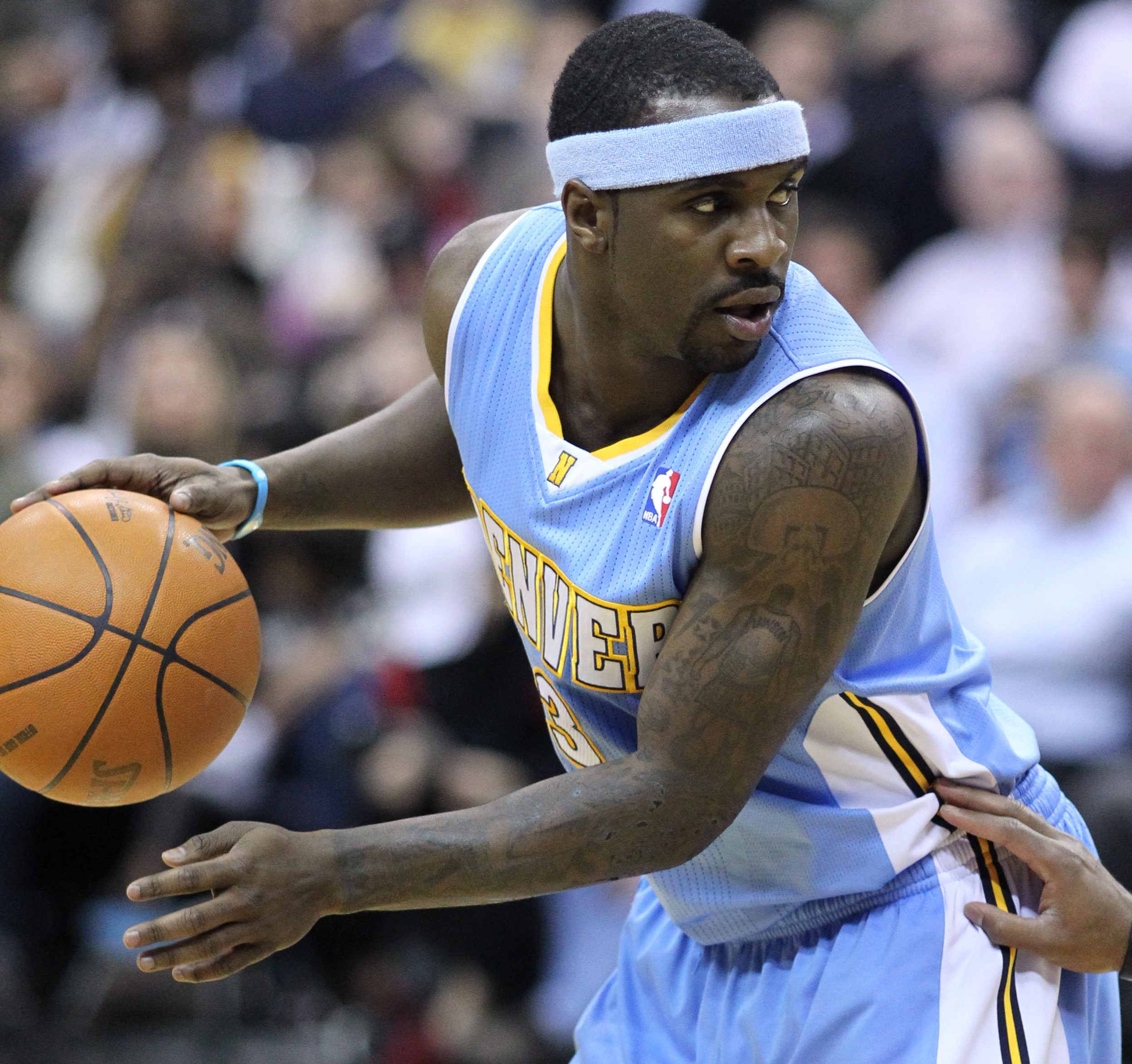
Lawson con los Nuggets en 2011.

Fue elegido en la decimoctava posición del Draft de la NBA de 2009 por los Minnesota Timberwolves, quienes automáticamente lo traspasaron a Denver Nuggets a cambio de una futura primera ronda del draft.
El 15 de agosto de 2011, Lawson fichó por el Zalguiris Kaunas lituano hasta que el cierre patronal de la NBA finalizase.
Después de seis años en Denver, el 20 de julio de 2015, es traspasado a Houston Rockets a cambio de Joey Dorsey, Nick Johnson, Kostas Papanikolaou y Pablo Prigioni. Tras 53 encuentros con los Rockets, el 1 de marzo de 2016, alcanzaron un acuerdo de rescisión de contrato (buyout).
El 7 de marzo, firma un contrato hasta final de temporada con Indiana Pacers.
El 31 de agosto de 2016, firma por un año con Sacramento Kings. El 11 de abril de 2017, en su partido número 551 en la NBA, Lawson registró el primer y único triple-doble de su carrera con 22 puntos, 12 asistencias y 11 rebotes ante Phoenix Suns.

#### China
El 9 de agosto de 2017, Lawson firma un contrato de un año por $2,4 millones con los Shandong Golden Stars de la Chinese Basketball Association.

#### Regreso a la NBA
El 12 de abril de 2018, firma con los Washington Wizards para disputar los Playoffs de la NBA de 2018.

#### Vuelta a China
El 15 de diciembre de 2018, vuelve a China a firmar con los Shandong Golden Stars.
Al año siguiente, en verano acepta jugar la 2019-20 con los Fujian Sturgeons. Pero el 19 de septiembre, fue expulsado del equipo por publicaciones "inapropiadas" en las redes sociales que perjudicaban a la entidad y recibió una sanción de por vida de la CBA.

#### Europa
El 2 de enero de 2021, firma por el Kolossos Rodou BC de la A1 Ethniki hasta el final de la temporada. Sin embargo, el traspaso de Lawson nunca se materializó debido a problemas con su visado de viaje, y el 16 de febrero de 2021 fue sustituido por Glynn Watson Jr. en la plantilla del club griego. 
Finalmente, el 10 de agosto de 2021, se hace oficial el fichaje por el Kolossos Rodou BC de la A1 Ethniki. Sin embargo, el 27 de septiembre rescinde su contrato tras disputar un solo encuentro de la copa griega ante Olympiacos.

#### África
En noviembre de 2021, firma por el US Monastir del Championnat National A tunecino. El 7 de febrero de 2022, termina su contrato tras 14 encuentros.

## Estadísticas de su carrera en la NBA

### Temporada regular
| Año     | Equipo     | PJ  | PT  | MPP  | %TC  | %3P  | %TL  | RPP | APP | ROB | TPP | PPP  |
| ------- | ---------- | --- | --- | ---- | ---- | ---- | ---- | --- | --- | --- | --- | ---- |
| 2009-10 | Denver     | 65  | 8   | 20.3 | .515 | .410 | .757 | 1.9 | 3.1 | .7  | .0  | 8.3  |
| 2010-11 | Denver     | 80  | 31  | 26.3 | .503 | .404 | .764 | 2.6 | 4.7 | 1.0 | .1  | 11.7 |
| 2011-12 | Denver     | 61  | 61  | 34.8 | .488 | .365 | .824 | 3.7 | 6.6 | 1.3 | .1  | 16.4 |
| 2012-13 | Denver     | 73  | 71  | 34.4 | .461 | .366 | .756 | 2.7 | 6.9 | 1.5 | .1  | 16.7 |
| 2013-14 | Denver     | 62  | 61  | 35.9 | .431 | .356 | .798 | 3.5 | 8.8 | 1.6 | .2  | 17.6 |
| 2014-15 | Denver     | 75  | 75  | 35.5 | .436 | .341 | .730 | 3.1 | 9.6 | 1.2 | .1  | 15.2 |
| 2015-16 | Houston    | 53  | 12  | 22.2 | .387 | .330 | .700 | 1.7 | 3.4 | .8  | .1  | 5.8  |
| 2015-16 | Indiana    | 13  | 1   | 18.1 | .418 | .357 | .500 | 2.4 | 4.4 | .8  | .1  | 4.9  |
| 2016-17 | Sacramento | 69  | 24  | 25.1 | .454 | .288 | .797 | 2.6 | 4.8 | 1.1 | .1  | 9.9  |
| Total   | Total      | 551 | 344 | 29.2 | .460 | .359 | .770 | 2.7 | 6.0 | 1.2 | .1  | 12.7 |

### Playoffs
| Año   | Equipo     | PJ | PT | MPP  | %TC  | %3P  | %TL   | RPP | APP | ROB | TPP | PPP  |
| ----- | ---------- | -- | -- | ---- | ---- | ---- | ----- | --- | --- | --- | --- | ---- |
| 2010  | Denver     | 6  | 0  | 19.7 | .429 | .400 | .684  | 1.3 | 2.7 | 1.0 | .0  | 7.8  |
| 2011  | Denver     | 5  | 5  | 33.4 | .500 | .455 | .913  | 3.4 | 3.8 | 1.0 | .2  | 15.6 |
| 2012  | Denver     | 7  | 7  | 34.6 | .514 | .321 | .632  | 2.6 | 6.0 | 1.0 | .1  | 19.0 |
| 2013  | Denver     | 6  | 6  | 39.3 | .440 | .190 | .848  | 3.3 | 8.0 | 1.7 | .0  | 21.3 |
| 2016  | Indiana    | 7  | 0  | 10.6 | .333 | .000 | .667  | 1.0 | 1.4 | .4  | .0  | 2.3  |
| 2018  | Washington | 5  | 0  | 19.2 | .346 | .625 | 1.000 | 2.6 | 3.0 | 0.6 | .0  | 5.8  |
| Total | Total      | 36 | 18 | 25.9 | .458 | .333 | .792  | 2.3 | 4.2 | 0.9 | .1  | 12.0 |

## Vida personal

### Incidentes con la justicia
En 2008 fue arrestado por conducir bajo la influencia del alcohol en un control de tráfico en Chapel Hill (Carolina del Norte). A pesar de no llegar al límite legal, solo 0.03, en Estados Unidos no está permitido ni un gramo de alcohol al volante con menos de 21 años de edad. Tras el incidente, le fue retirado el permiso de conducir hasta completar 20 horas de servicios comunitarios.
En abril de 2012 en el condado de Arapahoe, fue multado por conducción temeraria, conducir con una licencia restringida y permitir que una persona no autorizada conduzca su coche. Varios meses después, en enero de 2013 fue arrestado en Denver por evitar el enjuiciamiento por estos delitos. Más tarde se declaró culpable de permitir que una persona no autorizada condujera y los otros cargos fueron retirados.
El 17 de agosto de 2013, Lawson y su novia, Ashley Pettiford, fueron arrestados en el condado de Arapahoe tras una llamada por violencia doméstica. Lawson fue detenido como sospechoso de cometer dos delitos menores, acoso relacionado con la violencia doméstica y daños a la propiedad. Ambos, Ty y Ashley fueron liberados tras abonar $1000 de fianza, y los cargos fueron retirados.
El 23 de enero de 2015, fue arrestado en Denver por conducir duplicando el límite de velocidad, y bajo los efectos del alcohol. En ese incidente, admitió a la policía que tenía una detención anterior por conducir ebrio en Misuri. Una de las condiciones de su fianza de $1,500 era que no bebiera alcohol.
El 14 de julio de 2015, fue detenido en Los Ángeles con la sospecha de conducir bajo los efectos del alcohol. El 17 de julio, un juez de Denver dictaminó que Lawson tendría que pasar un mes en un centro de rehabilitación residencial antes de enfrentarse a los cargos por conducir bajo los efectos del alcohol en Colorado o en California.
En febrero de 2022, es detenido tras varios altercados en la ciudad de Madrid. El primero en el aeropuerto de Barajas, tras ser instado a ponerse la mascarilla en el mostrador de la aerolínea. Tras el incidente, decidió no volar, y durante la noche tuvo enfrentamientos con varios clientes de un local de comidas, a uno de ellos le estrelló un vaso en la cara, y fue arrestado por la Guardia Civil española.